# Březinka (přírodní rezervace)
Březinka je přírodní rezervace ležící v katastrálním území obce Březina v okrese Brno-venkov, západně od zmiňované obce. Byla zřízena Výnosem ministerstva kultury ČSR ze dne 29. prosince 1973. Nachází se v obvodě Školního lesního podniku Masarykův les Křtiny Mendelovy univerzity v Brně, v polesí Křtiny, její celková rozloha je 6,36 ha. Leží v chráněné krajinné oblasti Moravský kras, rostou zde typické bukové porosty a žijí vzácní živočichové.

## Předmět ochrany
Povrchové krasové jevy, přírodě blízký lesní porost na škrapovém poli vyšších poloh Moravského krasu a společenstva vázaná na toto prostředí.